# Hôtel de Brocques
L'hôtel de Brocques est un hôtel particulier du Havre, sis au 13 rue de la Crique.

## Historique
Cet hôtel particulier est construit en 1740 pour Thomas Brocques, issu d’une famille attestée au Havre dès 1530.
C'est dans cet hôtel qu'est créé le premier cercle de négociants du Havre, qui se nomme en 1817 "le salon de la lecture". 
Il est classé au titre des monuments historiques par arrêté du 9 décembre 1946.

## Architecture
Aménagé en 1946 et divisé en 6 logements, les lambris intérieurs sont enlevés mais l’escalier est conservé ; le perron a été dépouillé de sa grille en fer forgé d’origine.